# Polisportiva Licata 1988-1989
Questa voce raccoglie le informazioni riguardanti la Polisportiva Licata nelle competizioni ufficiali della stagione 1988-1989.

## Stagione
Nella stagione 1988-1989 il Licata partecipa al campionato di Serie B per la prima volta nella sua storia, dopo aver vinto il girone B della Serie C1 1987-1988. Disputa un girone di andata da neofita, raccogliendo solo 15 punti, nel girone di ritorno ingrana la giusta marcia, raccoglie 22 punti, che lo portano con 37 punti in una solida posizione di centro classifica. A inizio stagione il Licata è partito con l'allenatore Giuseppe Papadopulo, ma dopo il negativo impatto con la Coppa Italia, e una partenza stentata in campionato, l'8 gennaio 1989, dopo il tracollo di Monza (4-1) oi cancellato dalla nebbia e dall'arbitro Boggi a un quarto d'ora dal termine, con il Licata penultimo a 12 punti, viene cambiato l'allenatore: ci si affida al nuovo tecnico Francesco Scorsa, che riesce a dare una scossa all'ambiente siciliano. Il Licata chiude così il campionato al nono posto. Il miglior marcatore stagionale è stato Francesco La Rosa con 16 reti.
Nella Coppa Italia la squadra gialloblù disputa prima del campionato il terzo girone della prima fase, ottenendo una sola vittoria (3-2) sul Messina e quattro sconfitte.

## Organigramma societario
Area direttiva
- Presidente: prof. Franco Licata D'Andrea
- Direttore sportivo: Nicola Salerno
- Segretario: Salvatore Pira
- Medico sociale: dott. Rosario Lupo

Area tecnica
- Allenatore: Giuseppe Papadopulo dall'8 gennaio 1989 Francesco Scorsa
- Secondo allenatore: Pietro Ruisi
- Allenatore primavera: Rosario Di Vincenzo
- Preparatore atletico: prof. Basilio Foti
- Massaggiatore: Crocifisso Bonadonna

## Rosa
| N. |                   | Ruolo | Calciatore         |
| -- | ----------------- | ----- | ------------------ |
|    | Italia (bandiera) | P     | Massimo Bianchi    |
|    | Italia (bandiera) | P     | Massimo Taibi      |
|    | Italia (bandiera) | P     | Emilio Zangara     |
|    | Italia (bandiera) | D     | Giuseppe Accardi   |
|    | Italia (bandiera) | D     | Silvestro Baldacci |
|    | Italia (bandiera) | D     | Loreno Cassia      |
|    | Italia (bandiera) | D     | Luciano Civero     |
|    | Italia (bandiera) | D     | Angelo Consagra    |
|    | Italia (bandiera) | D     | Andrea Cuicchi     |
|    | Italia (bandiera) | D     | Diego Ficarra      |
|    | Italia (bandiera) | D     | Ignazio Gnoffo     |
|    | Italia (bandiera) | D     | Maurizio Miranda   |
|    | Italia (bandiera) | D     | Paolo Monte        |
|    | Italia (bandiera) | D     | Tommaso Napoli     |
|    | Italia (bandiera) | D     | Biagio Nogara      |
|    | Italia (bandiera) | D     | Rosario Priola     |

| N. |                   | Ruolo | Calciatore               |
| -- | ----------------- | ----- | ------------------------ |
|    | Italia (bandiera) | D     | Giorgio Taormina         |
|    | Italia (bandiera) | C     | Castrense Campanella     |
|    | Italia (bandiera) | C     | Domenico Giacomarro      |
|    | Italia (bandiera) | C     | Fabio Hamel              |
|    | Italia (bandiera) | C     | Giuseppe Irrera          |
|    | Italia (bandiera) | C     | Walter Mazzarri          |
|    | Italia (bandiera) | C     | Francesco Piraneo        |
|    | Italia (bandiera) | C     | Giuseppe Romano          |
|    | Italia (bandiera) | C     | Giovanni Sorce           |
|    | Italia (bandiera) | C     | Salvatore Tarantino      |
|    | Italia (bandiera) | A     | Francesco Boito          |
|    | Italia (bandiera) | A     | Giuseppe Bucceri         |
|    | Italia (bandiera) | A     | Ciro Donnarumma          |
|    | Italia (bandiera) | A     | Mario Iacono             |
|    | Italia (bandiera) | A     | Francesco La Rosa        |
|    | Italia (bandiera) | A     | Giuseppe Antonino Laneri |

### Staff tecnico
- Allenatore: Giuseppe Papadopulo, poi Francesco Scorsa

## Risultati

### Serie B

#### Girone di andata
| Licata 11 settembre 1988 1ª giornata | Licata          | 0 – 0 | Catanzaro | Stadio Dino Liotta\| Arbitro: \| Guidi (Bologna) \| |
| Arbitro:                             | Guidi (Bologna) |       |           |                                                     |

| Empoli 18 settembre 1988 2ª giornata | Empoli                        | 0 – 0 | Licata | Stadio Carlo Castellani\| Arbitro: \| Boemo (Cervignano del Friuli) \| |
| Arbitro:                             | Boemo (Cervignano del Friuli) |       |        |                                                                        |

| Arbitro: | Iori (Parma) |

|                    |           |           |
| La Rosa 45’ (rig.) | Marcatori | 23’ Lerda |

| Arbitro: | Beschin (Legnago) |

|                              |           |             |
| S. Schillaci 23’, 27’ (rig.) | Marcatori | 80’ La Rosa |

| Arbitro: | Trentalange (Torino) |

|                             |           |                     |
| Accardi 11’, 80’ Laneri 70’ | Marcatori | 77’ (rig.) Simonini |

| Arbitro: | Stafoggia (Pesaro) |

|                         |           |  |
| La Rosa 42’ Miranda 64’ | Marcatori |  |

| Arbitro: | Boemo (Cervignano del Friuli) |

|  |           |                                         |
|  | Marcatori | 23’ La Rosa 41’ Sorce 60’ C. Donnarumma |

| Arbitro: | Frigerio (Milano) |

|                    |           |                           |
| La Rosa 88’ (rig.) | Marcatori | 47’ G. Loseto 74’ Monelli |

| Arbitro: | Iori (Parma) |

|                           |           |  |
| Savino 58’ P. Mariani 90’ | Marcatori |  |

| Arbitro: | Ceccarini (Livorno) |

|             |           |  |
| Pileggi 56’ | Marcatori |  |

| Licata 20 novembre 1988 11ª giornata | Licata         | 0 – 0 | Barletta | Stadio Dino Liotta\| Arbitro: \| Piana (Modena) \| |
| Arbitro:                             | Piana (Modena) |       |          |                                                    |

| Arbitro: | Dal Forno (Ivrea) |

|                              |           |  |
| Ruotolo 33’, 79’ Onorati 55’ | Marcatori |  |

| Licata 4 dicembre 1988 13ª giornata | Licata          | 0 – 0 | Udinese | Stadio Dino Liotta\| Arbitro: \| Nicchi (Arezzo) \| |
| Arbitro:                            | Nicchi (Arezzo) |       |         |                                                     |

| Arbitro: | Ceccarini (Livorno) |

|                           |           |  |
| Bergamini 8’ Cozzella 49’ | Marcatori |  |

| Arbitro: | Quartuccio (Torre Annunziata) |

|           |           |             |
| Sorce 74’ | Marcatori | 29’ Onorato |

| Arbitro: | Acri (Novi Ligure) |

|                |           |  |
| De Martino 82’ | Marcatori |  |

| Monza 8 gennaio 1989 17ª giornata | Monza              | 0 – 0 | Licata | Stadio Brianteo\| Arbitro: \| Stafoggia (Pesaro) \| |
| Arbitro:                          | Stafoggia (Pesaro) |       |        |                                                     |

| Arbitro: | Piana (Modena) |

|          |           |  |
| Sorce 7’ | Marcatori |  |

| Arbitro: | Frattin (Castelfranco Veneto) |

|                                                 |           |                           |
| Avanzi 22’ A. Lombardo 27’ Bivi 56’, 63’ (rig.) | Marcatori | 18’ La Rosa 77’ G. Romano |

#### Girone di ritorno
| Catanzaro 29 gennaio 1989 20ª giornata | Catanzaro         | 0 – 0 | Licata | Stadio Militare\| Arbitro: \| Dal Forno (Ivrea) \| |
| Arbitro:                               | Dal Forno (Ivrea) |       |        |                                                    |

| Arbitro: | Bailo (Novi Ligure) |

|                            |           |                             |
| La Rosa 30’ Sorce 37’, 42’ | Marcatori | 27’ Iacobelli 64’ Parpiglia |

| Arbitro: | Trentalange (Torino) |

|              |           |             |
| Brunetti 70’ | Marcatori | 82’ La Rosa |

| Arbitro: | Ceccarini (Livorno) |

|                                           |           |                            |
| La Rosa 1’, 15’ G. Romano 51’ Accardi 90’ | Marcatori | 27’ Cambiaghi 66’ Mandelli |

| Arbitro: | Pucci (Firenze) |

|                |           |  |
| Fermanelli 15’ | Marcatori |  |

| Piacenza 12 marzo 1989 25ª giornata | Piacenza        | 0 – 0 | Licata | Stadio Galleana\| Arbitro: \| Monni (Sassari) \| |
| Arbitro:                            | Monni (Sassari) |       |        |                                                  |

| Arbitro: | Dal Forno (Ivrea) |

|               |           |              |
| G. Romano 47’ | Marcatori | 63’ Di Carlo |

| Arbitro: | Bailo (Novi Ligure) |

|                           |           |  |
| Scarafoni 30’ Monelli 85’ | Marcatori |  |

| Arbitro: | Boemo (Cervignano del Friuli) |

|                           |           |            |
| Tarantino 30’ La Rosa 69’ | Marcatori | 62’ Savino |

| Arbitro: | Fabricatore (Roma) |

|                         |           |              |
| Sorce 10’ G. Romano 90’ | Marcatori | 35’ Baldieri |

| Barletta 16 aprile 1989 30ª giornata | Barletta        | 0 – 0 | Licata | Stadio Comunale\| Arbitro: \| Guidi (Bologna) \| |
| Arbitro:                             | Guidi (Bologna) |       |        |                                                  |

| Licata 23 aprile 1989 31ª giornata | Licata             | 0 – 0 | Genoa | Stadio Dino Liotta\| Arbitro: \| Di Cola (Avezzano) \| |
| Arbitro:                           | Di Cola (Avezzano) |       |       |                                                        |

| Arbitro: | Iori (Parma) |

|                        |           |              |
| De Vitis 36’ Manzo 90’ | Marcatori | 75’ Baldacci |

| Arbitro: | Monni (Sassari) |

|                           |           |  |
| La Rosa 12’ G. Romano 68’ | Marcatori |  |

| Arbitro: | Nicchi (Arezzo) |

|                          |           |           |
| Catanese 36’ Bagnato 75’ | Marcatori | 71’ Sorce |

| Arbitro: | Guidi (Bologna) |

|              |           |                   |
| Taormina 53’ | Marcatori | 58’ (aut.) Gnoffo |

| Arbitro: | Cafaro (Grosseto) |

|                                        |           |                         |
| La Rosa 16’, 41’ Miranda 38’ Sorce 45’ | Marcatori | 32’, 70’, 73’ Casiraghi |

| Arbitro: | Ceccarini (Livorno) |

|  |           |             |
|  | Marcatori | 73’ La Rosa |

| Arbitro: | Luci (Firenze) |

|               |           |                 |
| G. Romano 33’ | Marcatori | 75’ A. Lombardo |

### Coppa Italia

#### Primo turno
| Arbitro: | Felicani (Bologna) |

|                         |           |  |
| Virdis 29’ Donadoni 57’ | Marcatori |  |

| Arbitro: | Nicchi (Arezzo) |

|                                        |           |  |
| Ruben Sosa 67’ (rig.), 81’ Rizzolo 79’ | Marcatori |  |

| Arbitro: | Frigerio (Milano) |

|                                        |           |                        |
| La Rosa 4’ Sorce 55’ C. Donnarumma 86’ | Marcatori | 84’ Mossini 90’ Modica |

| Arbitro: | Luci (Firenze) |

|                   |           |                    |
| C. Donnarumma 90’ | Marcatori | 44’, 72’, 81’ Tita |

| Arbitro: | Boemo (Cervignano del Friuli) |

|                                         |           |                         |
| Mitri 15’ (rig.) Caruso 64’ D. Moro 89’ | Marcatori | 90’ (aut.) O. Tovalieri |

## Statistiche

### Statistiche di squadra
| Competizione | Punti | In casa | In casa | In casa | In casa | In casa | In casa | In trasferta | In trasferta | In trasferta | In trasferta | In trasferta | In trasferta | Totale | Totale | Totale | Totale | Totale | Totale | DR |
| Competizione | Punti | G       | V       | N       | P       | Gf      | Gs      | G            | V            | N            | P            | Gf           | Gs           | G      | V      | N      | P      | Gf     | Gs     | DR |
| ------------ | ----- | ------- | ------- | ------- | ------- | ------- | ------- | ------------ | ------------ | ------------ | ------------ | ------------ | ------------ | ------ | ------ | ------ | ------ | ------ | ------ | -- |
| Serie B      | 37    | 19      | 9       | 9       | 1       | 29      | 17      | 19           | 2            | 6            | 11           | 10           | 23           | 38     | 11     | 15     | 12     | 39     | 40     | -1 |
| Coppa Italia | 2     | 2       | 1       | 0       | 1       | 4       | 5       | 3            | 0            | 0            | 3            | 1            | 8            | 5      | 1      | 0      | 4      | 5      | 13     | -8 |
| Totale       |       | 21      | 10      | 9       | 2       | 33      | 22      | 22           | 2            | 6            | 14           | 11           | 31           | 43     | 12     | 15     | 16     | 44     | 53     | -9 |

### Statistiche dei giocatori
| Giocatore     | Serie B  | Serie B | Serie B     | Serie B    | Coppa Italia | Coppa Italia | Coppa Italia | Coppa Italia | Totale   | Totale | Totale      | Totale     |
| Giocatore     | Presenze | Reti    | Ammonizioni | Espulsioni | Presenze     | Reti         | Ammonizioni  | Espulsioni   | Presenze | Reti   | Ammonizioni | Espulsioni |
| ------------- | -------- | ------- | ----------- | ---------- | ------------ | ------------ | ------------ | ------------ | -------- | ------ | ----------- | ---------- |
| G. Accardi    | 24       | 3       | ?           | ?          | 5            | 0            | ?            | ?            | 29       | 3      | ?           | ?          |
| S. Baldacci   | 24       | 1       | ?           | ?          | -            | -            | -            | -            | 24       | 1      | 0+          | 0+         |
| M. Bianchi    | 13       | -12     | ?           | ?          | 1            | -3           | ?            | ?            | 14       | -15    | ?           | ?          |
| F. Boito      | 11       | 0       | ?           | ?          | -            | -            | -            | -            | 11       | 0      | 0+          | 0+         |
| G. Bucceri    | 1        | 0       | ?           | ?          | -            | -            | -            | -            | 1        | 0      | 0+          | 0+         |
| C. Campanella | 21       | 0       | ?           | ?          | 4            | 0            | ?            | ?            | 25       | 0      | ?           | ?          |
| L. Cassia     | 1        | 0       | ?           | ?          | 2            | 0            | ?            | ?            | 3        | 0      | ?           | ?          |
| A. Consagra   | 34       | 0       | ?           | ?          | 5            | 0            | ?            | ?            | 39       | 0      | ?           | ?          |
| A. Cuicchi    | 7        | 0       | ?           | ?          | -            | -            | -            | -            | 7        | 0      | 0+          | 0+         |
| C. Donnarumma | 16       | 1       | ?           | ?          | 5            | 2            | ?            | ?            | 21       | 3      | ?           | ?          |
| M. Fantini    | 5        | 0       | ?           | ?          | -            | -            | -            | -            | 5        | 0      | 0+          | 0+         |
| D. Ficarra    | 25       | 0       | ?           | ?          | 1            | 0            | ?            | ?            | 26       | 0      | ?           | ?          |
| D. Giacomarro | 36       | 0       | ?           | ?          | 4            | 0            | ?            | ?            | 40       | 0      | ?           | ?          |
| I. Gnoffo     | 35       | 0       | ?           | ?          | 5            | 0            | ?            | ?            | 40       | 0      | ?           | ?          |
| G. Irrera     | 4        | 0       | ?           | ?          | 5            | 0            | ?            | ?            | 9        | 0      | ?           | ?          |
| G. Laneri     | 4        | 1       | ?           | ?          | 1            | 0            | ?            | ?            | 5        | 1      | ?           | ?          |
| F. La Rosa    | 37       | 15      | ?           | ?          | 5            | 1            | ?            | ?            | 42       | 16     | ?           | ?          |
| W. Mazzarri   | 8        | 0       | ?           | ?          | -            | -            | -            | -            | 8        | 0      | 0+          | 0+         |
| M. Miranda    | 21       | 2       | ?           | ?          | 4            | 0            | ?            | ?            | 25       | 2      | ?           | ?          |
| P. Monte      | 1        | 0       | ?           | ?          | -            | -            | -            | -            | 1        | 0      | 0+          | 0+         |
| T. Napoli     | 6        | 0       | ?           | ?          | 4            | 0            | ?            | ?            | 10       | 0      | ?           | ?          |
| G. Romano     | 31       | 6       | ?           | ?          | -            | -            | -            | -            | 31       | 6      | 0+          | 0+         |
| G. Sorce      | 32       | 8       | ?           | ?          | 5            | 1            | ?            | ?            | 37       | 9      | ?           | ?          |
| M. Taibi      | 1        | -1      | ?           | ?          | -            | -            | -            | -            | 1        | -1     | 0+          | 0+         |
| G. Taormina   | 36       | 1       | ?           | ?          | 5            | 0            | ?            | ?            | 41       | 1      | ?           | ?          |
| S. Tarantino  | 33       | 1       | ?           | ?          | 5            | 0            | ?            | ?            | 38       | 1      | ?           | ?          |
| E. Zangara    | 25       | -27     | ?           | ?          | 4            | -10          | ?            | ?            | 29       | -37    | ?           | ?          |